# MSC Divina (schip, 2012)
De MSC Divina is een cruiseschip van MSC Crociere. Het schip werd op 26 mei 2012 ingehuldigd in Marseille. Het schip voer vanuit de werf in Saint-Nazaire naar Marseille. Hier werd het schip op 26 mei door Sophia Loren ingehuldigd. Van daar voer het schip naar Venetië. Het schip begon vooral met cruises in het westelijk deel van de Middellandse Zee, later ook de Straat van Gibraltar door naar de Canarische Eilanden, Madeira en Casablanca. Sinds 2013 vaart de MSC Divina langere cruises, via Miami naar het Caribisch gebied.